# Janusz Świerczowski
Janusz Świerczowski herbu Trąby (ok. 1460, zm. 1529) – hetman okresowy w 1520 roku, hetman zaciężny polski w kampanii 1512–1522 roku (dowodził kilku tysiącami żołnierzy), kasztelan wiślicki w latach 1521-1529, kasztelan biecki w latach 1515-1521, kasztelan sądecki w latach 1515-1521, sekretarz królewski w 1511 roku, marszałek nadworny w 1505 roku, podkomorzy koronny w 1502 roku, dworzanin królewski w latach 1501–1510, dworzanin Aleksandra Jagiellończyka na Litwie w latach 1497-1501, starosta lubelski w latach 1527-1529, starosta trembowelski w latach 1507-1529, tenutariusz ropczycki w latach 1505-1521, przedstawiciel dyplomatyczny Rzeczypospolitej w Imperium Osmańskim w 1511 roku, jeździł z poselstwem do sułtana Bajazyda II w maju 1511 roku.

## Życiorys
Poseł na sejm piotrkowski 1512 roku z województwa krakowskiego. W 1512 roku brał udział w wojnie litewsko-moskiewskiej (1512–1522) jako podkomendny hetmana Konstantego Ostrogskiego. 8 września 1514 wziął udział w bitwie pod Orszą, gdzie dowodził wojskami koronnymi w sile 5 tys. zaciężnej jazdy, 3 tys. żołnierzy nadwornych i 3 tys. zaciężnej piechoty polskiej oraz dużej liczby dział. W 1515 dowodził oddziałami, które przypuściły atak w głąb państwa moskiewskiego, podchodząc zagonami pod Wielkie Łuki i Toropiec. 13 września 1520 roku zastąpił w Prusach hetmana Mikołaja Firleja.
Był dzierżawcą dóbr królewskich tenuty ropczyckiej składającej się m.in. z Bratkowic i Mrowli. Pochowany w kościele OO. Dominikanów w Lublinie.